# Кьоґоку Тамекане
Кьоґоку Тамекане (*京極 為兼, 1254 — 16 квітня 1332) — середньовічний японський державний діяч і значний поет періоду Камакура.

## Життєпис
Походив з роду Кьоґоку, відгалуження клану Північних Фудзівара. Син Кьоґоку Таменорі. Народився у 1254 році. Змалку служив при Сайондзі Санекане. Здобув гарну освіту під орудою свого діда Фудзівара но Тамеіе. Виявив хист до поезії. У 1276 році вперше брав участь у поетичному конкурсі зі складання вака.
У 1284 році увійшов до почту імператора Фусімі, якому служив з 1280 року, коли той ще був принцом Хірохіто. Послідовно обіймав посади санґі і середнього державного радника. Підтримав останнього в протистоянні з Південною лінією імператорського дому. Втім за участь у конфліктах між обома гілками Тамекане 1298 року було заслано на острів Садо. Лише 1303 року дістав від імператора Ґо-Нідзьо помилування й повернувся до Кіото. Згодом отримав посаду почесного старшого державного радника.
У 1313 році разом з екс-імператором Фусімі стає буддистським ченцем. У 1315 році через конфлікти Фусімі з бакуфу (урядом Камакурського сьогунату), Кьоґоку Тамекане як особу, наближену до екс-імператора, заарештовано й заслано до провінції Тоса на о. Сікоку.
Переведено до провінції Каваті, де й помер 1332 року.

## Творчість
Був відомим поетом у жанрі вака. 132 його вірші у 1278 році розміщено в антології «Сокушю-шю». Очолював поетичний гурток Кьоґоку-ха. У 1312 році склав імператорську збірку «Ґьокуйо вака-шю», яка містить 2500 віршів відомих поетів.